# Gustaf Lewenhaupt
Carl Gustaf Sixtensson Lewenhaupt (Örebro, 20 agosto 1879 – Stoccolma, 7 agosto 1962) è stato un cavaliere svedese, vincitore di una medaglia d'oro nell'equitazione ai Giochi olimpici di Stoccolma 1912 con la squadra svedese di salto ostacoli, composta anche da Gustaf Kilman, Hans von Rosen e Fredrik Rosencrantz.

## Biografia
Lewnhaupt era il figlio del colonnello Sixten Lewenhaupt (morto nel 1916) e sua moglie, la baronessa Julie Aurore De Geer af Finspang (morta nel 1948). In fondo, di professione, era militare nei Livgardets dragoner, ed ha raggiunto i gradi più importanti nell'esercito, capitano di cavalleria. Come cortigiano, ha servito come ciambellano e come aiutante di campo del principe ereditario, il futuro re Gustavo VI Adolfo di Svezia.
Il Conte svedese, alle Olimpiadi di Stoccolma 1912 competé anche nel Pentathlon moderno.

## Palmarès
| Anno | Manifestazione  | Sede      | Evento                     | Risultato |
| ---- | --------------- | --------- | -------------------------- | --------- |
| 1912 | Giochi olimpici | Stoccolma | Salto ostacoli individuale | 9º        |
| 1912 | Giochi olimpici | Stoccolma | Salto ostacoli a squadre   | Oro       |

## Ascendenza
|                                                  |                                   |                                            | Genitori                                                   |  |  | Nonni |  |  | Bisnonni                      |  |  | Trisnonni             |  |
|                                                  |                                   |                                            |                                                            |  |  |       |  |  | conte Charles Adam Lewenhaupt |  |  | conte Adam Lewenhaupt |  |
|                                                  |                                   |                                            |                                                            |  |  |       |  |  | conte Charles Adam Lewenhaupt |  |  | conte Adam Lewenhaupt |  |
|                                                  |                                   | Carolina Christina Anna Sinclair           |                                                            |  |  |       |  |  | conte Charles Adam Lewenhaupt |  |  |                       |  |
| conte Charles Auguste Lewenhaupt                 |                                   |                                            |                                                            |  |  |       |  |  | conte Charles Adam Lewenhaupt |  |  |                       |  |
|                                                  |                                   | Christiana Louise von Stralenheim-Wasaborg | conte Gustaf Henning von Stralenheim-Wasaborg              |  |  |       |  |  |                               |  |  |                       |  |
|                                                  |                                   | Christiana Louise von Stralenheim-Wasaborg | conte Gustaf Henning von Stralenheim-Wasaborg              |  |  |       |  |  |                               |  |  |                       |  |
|                                                  |                                   | Christiana Louise von Stralenheim-Wasaborg | Marie Louise von Esebeck                                   |  |  |       |  |  |                               |  |  |                       |  |
| conte Sixten Lewenhaupt                          |                                   | Christiana Louise von Stralenheim-Wasaborg |                                                            |  |  |       |  |  |                               |  |  |                       |  |
|                                                  |                                   | Sixten, barone Sparre                      | Carl Gustaf, barone Sparre                                 |  |  |       |  |  |                               |  |  |                       |  |
|                                                  |                                   | Sixten, barone Sparre                      | Carl Gustaf, barone Sparre                                 |  |  |       |  |  |                               |  |  |                       |  |
|                                                  |                                   | Sixten, barone Sparre                      | Carolina Maria Ehrenpohl                                   |  |  |       |  |  |                               |  |  |                       |  |
| Cecilia Sparre                                   |                                   | Sixten, barone Sparre                      |                                                            |  |  |       |  |  |                               |  |  |                       |  |
|                                                  |                                   | Karolina Lewenhaupt                        | Kaarle Eemeli Lewenhaupt, conte di Raasepori e Falkenstein |  |  |       |  |  |                               |  |  |                       |  |
|                                                  |                                   | Karolina Lewenhaupt                        | Kaarle Eemeli Lewenhaupt, conte di Raasepori e Falkenstein |  |  |       |  |  |                               |  |  |                       |  |
|                                                  |                                   | Karolina Lewenhaupt                        | Carolina Juliana Anna Ulrika Lewenhaupt                    |  |  |       |  |  |                               |  |  |                       |  |
| conte Gustaf Lewenhaupt                          |                                   | Karolina Lewenhaupt                        |                                                            |  |  |       |  |  |                               |  |  |                       |  |
|                                                  | Gerard, barone di Geer e Finspång | Jean Jacques, barone di Geer e Finspång    |                                                            |  |  |       |  |  |                               |  |  |                       |  |
|                                                  | Gerard, barone di Geer e Finspång | Jean Jacques, barone di Geer e Finspång    |                                                            |  |  |       |  |  |                               |  |  |                       |  |
|                                                  | Gerard, barone di Geer e Finspång | Frederika Aurora Taube                     |                                                            |  |  |       |  |  |                               |  |  |                       |  |
| Hjalmar Rudolf Gérard, barone di Geer e Finspång | Gerard, barone di Geer e Finspång |                                            |                                                            |  |  |       |  |  |                               |  |  |                       |  |
|                                                  |                                   | Henriette Charlotte Lagerstråle            | barone Per Gustaf Lagerstråle                              |  |  |       |  |  |                               |  |  |                       |  |
|                                                  |                                   | Henriette Charlotte Lagerstråle            | barone Per Gustaf Lagerstråle                              |  |  |       |  |  |                               |  |  |                       |  |
|                                                  |                                   | Henriette Charlotte Lagerstråle            | Beata Catharina Lovia Cederström                           |  |  |       |  |  |                               |  |  |                       |  |
| Julie Aurore de Geer af Finspång                 |                                   | Henriette Charlotte Lagerstråle            |                                                            |  |  |       |  |  |                               |  |  |                       |  |
|                                                  |                                   | Sven Fredrik Lidman                        | Sven Lidman                                                |  |  |       |  |  |                               |  |  |                       |  |
|                                                  |                                   | Sven Fredrik Lidman                        | Sven Lidman                                                |  |  |       |  |  |                               |  |  |                       |  |
|                                                  |                                   | Sven Fredrik Lidman                        | Brita Katarina Landberg                                    |  |  |       |  |  |                               |  |  |                       |  |
| Ebba Lidman                                      |                                   | Sven Fredrik Lidman                        |                                                            |  |  |       |  |  |                               |  |  |                       |  |
|                                                  |                                   | Ebba Margareta Annerstedt                  | Samuel Annerstedt                                          |  |  |       |  |  |                               |  |  |                       |  |
|                                                  |                                   | Ebba Margareta Annerstedt                  | Samuel Annerstedt                                          |  |  |       |  |  |                               |  |  |                       |  |
|                                                  |                                   | Ebba Margareta Annerstedt                  | Charlotta Ulrika Cederström                                |  |  |       |  |  |                               |  |  |                       |  |
|                                                  |                                   | Ebba Margareta Annerstedt                  |                                                            |  |  |       |  |  |                               |  |  |                       |  |